# Lanzamiento de enano
El lanzamiento de enanos es un tipo de atracción en bares de Australia, Estados Unidos, Francia, Reino Unido, Canadá, Irlanda y otros países en la cual enanos vestidos con ropa especial acolchada o con disfraces recubiertos de Velcro son lanzados hacia pisos o paredes cubiertas también de Velcro o de algún otro modo acolchadas. Los participantes compiten para ver quién puede lanzar a la persona más lejos.

## Riesgos médicos
Las personas con displasia esquelética, como el enanismo, a menudo presentan condiciones médicas específicas y vulnerabilidades que aumentan el riesgo de complicaciones. Arrojar o lanzar a personas de baja estatura puede tener consecuencias graves, especialmente en los casos de cifosis y escoliosis.
La cifosis es una afección caracterizada por una curvatura hacia adelante de la columna vertebral, que puede resultar en una curvatura de la espalda. La escoliosis es una curvatura lateral de la columna vertebral. Ambas afecciones pueden causar dolor, movilidad reducida y problemas respiratorios. Arrojar a personas con trastornos de crecimiento puede aumentar el riesgo de lesiones y empeorar estas condiciones, ya que ejerce fuerzas sobre la columna vertebral y otras partes vulnerables del cuerpo.
Diversas fuentes médicas y organizaciones han advertido sobre los peligros del lanzamiento de enanos para personas con trastornos de crecimiento. Se conocen casos en los que personas con trastornos de crecimiento han sufrido lesiones graves e incluso han fallecido como resultado del lanzamiento de enanos·.
En la 69ª ceremonia de los Golden Globe Awards en 2012, cuando Peter Dinklage ganó el premio al Mejor Actor de Reparto en Series, Miniseries o Telefilme, contó a la audiencia que había pensado en "un señor llamado Martin Henderson" y sugirió que buscaran su nombre en Google. Henderson era un hombre con enanismo de Somerset, Inglaterra, gravemente herido después de ser arrojado por un seguidor de rugby en un bar. El discurso de Dinklage llamó la atención de los medios y del público sobre el fenómeno del lanzamiento de enanos, convirtiendo a Henderson en un tema trending mundial en las redes sociales. Henderson falleció finalmente debido a sus heridas en 2016, cinco años después del incidente.

## Reclamos hechos a su legalidad
El lanzamiento de enanos es considerado en muchos sitios como ofensivo contra la dignidad de estas personas, y algunos legisladores de los países involucrados han considerado prohibir la actividad. Los que apoyan el deporte han criticado estas medidas para prohibirlo, y algunos han argüido que ello les quitaría a algunos grupos de enanos su fuente de ingreso, aunque también aceptan que sería mejor que dichos enanos fuesen incluidos en la sociedad con posibilidad de estudiar y de progresar y así convertirse en algo más que objetos arrojables.

### Situación legal en los distintos países

#### Estados Unidos
Robert y Angela Van Etten, originarios de Florida y miembros de la asociación de defensa de los derechos de las personas pequeñas Little People of America, convencieron a la legislatura de su estado en 1989 de que legislaran para convertir el lanzamiento de enano en una actividad ilegal. A raíz de esto, una ley que prohíbe el deporte fue aprobada con un amplio margen. El estado de Nueva York también hizo lo propio al poco tiempo. 
Una demanda interpuesta en una Corte de distrito de los Estados Unidos por Dave Flood, quien aparece en un programa de radio matutino como "Dave el Enano", nombra al Gobernador de Florida Jeb Bush y quien sea que encabece la agencia del estado para asegurarse de que la ley de 1989 sea cumplida como responsables de imponer una multa y de revocar la licencia de funcionamiento a un bar en el que aún se lleva a cabo la actividad. Debido a estas leyes y demandas, el deporte, que fuera popular hasta finales de la década de los 80, es cada vez más raro en Florida.

#### Francia
El alcalde del pequeño pueblo de Morsang-sur-Orge, en Francia, ha prohibido el lanzamiento de enano en su localidad. El caso pasó por una serie de apelaciones en las cortes administrativas dependientes del Consejo de Estado francés, en las cuales se halló que una autoridad administrativa efectivamente podía prohibir el lanzamiento de enano bajo el precepto de que la actividad era irrespetuosa de la dignidad y era a todas luces contraria al orden público. La medida así adoptada por las cortes hizo surgir la cuestión acerca de lo que era admisible en general como motivo para que una autoridad prohibiese algo por razones del orden público, cuestión que se agravó cuando el conseil no quiso incluir término "moral pública" dentro de su definición de orden público. Para la resolución final del tema, la cuestión fue abordada entonces por la asamblea completa y no por uno de sus paneles -en una clara muestra de su dificultad de definición. El conseil también sentó jurisprudencia al fallar de igual modo en un caso entre una compañía de entretenimiento y la ciudad de Aix-en-Provence.
El Alto Comisionado de las Naciones Unidas en materia de Derechos Humanos juzgó el 27 de septiembre de 2002 que la decisión francesa no era discriminatoria con respecto a los enanos. También declaró que la prohibición con respecto al lanzamiento de enano no era una medida abusiva, sino necesaria para promover el orden público, incluyendo sus consideraciones sobre la dignidad humana. [cita requerida]
Sin embargo, el lanzamiento de enano no está específicamente prohibido en Francia. El Conseil d'État decidió que la autoridad pública podía alegar que se había cometido un grave atentado a la dignidad humana como motivo para cancelar un espectáculo, y que el lanzamiento de enano constituía un ejemplo de tal atentado grave. Sin embargo, quedó en manos de cada autoridad local el tomar decisiones específicas acerca de su prohibición expresa. Ya no está por verse si se podría llegar a ejercer acción legal contra una parte de la administración si esta se rehusara a tomar acciones para impedir o cancelar un evento de lanzamiento de enano en una provincia francesa.

#### Canadá
En Ontario, Canadá, la Ley que Prohíbe el Lanzamiento de Enanos, 2003 (Ley 97 2003), propuesta por la asambleísta de Windsor Sandra Pupatello fue presentada pero no aprobada. La ley proponía medidas tales como multas que no excedan los cinco mil dólares canadienses y términos de prisión que no excedan los seis meses o ambas. Esta legislación se llevó al pleno en respuesta a un evento de lanzamiento de enano que se llevó a cabo ese año en la taberna Leopard's Lounge en Windsor, Ontario.